# Хову-Аксы (сумон)
Сумон Хову-Аксы — административно-территориальная единица (сумон) и муниципальное образование со статусом сельского поселения в Чеди-Хольском кожууне Тывы Российской Федерации.
Административный центр и единственный населённый пункт сумона — село Хову-Аксы.

## Население
| 2017 | 2018  |
| ---- | ----- |
| 3728 | ↘3711 |